# Stomoxys ochrosoma
Stomoxys ochrosoma är en tvåvingeart som beskrevs av Speiser 1910. Stomoxys ochrosoma ingår i släktet Stomoxys och familjen husflugor. Inga underarter finns listade i Catalogue of Life.